# Pourquoi je me suis marié aussi ?
Série
Pourquoi je me suis marié ?
(2007)
Pour plus de détails, voir Fiche technique et Distribution.
Pourquoi je me suis marié aussi ? (Why Did I Get Married Too?) est un film américain réalisé par Tyler Perry, sorti en 2010. Il fait suite à Pourquoi je me suis marié ? (Why Did I Get Married?).

## Synopsis
Cette fois-ci en voyage sur une île tropicale, les différents couples vont remettre en question leur mariage une fois de plus.

## Fiche technique
Source principale de la fiche technique :
- Titre : Pourquoi je me suis marié aussi ?
- Titre original : Why Did I Get Married Too?
- Réalisation : Tyler Perry
- Scénario : Tyler Perry
- Direction artistique :
- Musique : Aaron Zigman[2]
- Décors :
- Costumes : Keith G. Lewis
- Photographie : Toyomichi Kurita
- Son :
- Montage : Maysie Hoy
- Production : Reuben Cannon et Tyler Perry
  - Coproduction : Roger M. Bobb et Joseph P. Genier
  - Production déléguée : Tyler Perry
  - Production exécutive : Karen Gorodetzky
- Société de production : Lions Gate Film, The Tyler Perry Company
- Distribution :
  -  États-Unis : Lions Gate Film
  -  France : Metropolitan Filmexport[2] (en DVD, non distribué en salles en France)
- Budget : 20 millions de $US[3].
- Pays :  États-Unis
- Format : Couleur - 1,85:1 - 35 mm - Son : Dolby Digital, DTS, SDDS
- Genre : Comédie romantique, comédie dramatique[4]
- Durée : 121 minutes (116 minutes en DVD[2])
- Dates de sortie :
  -  États-Unis : 2 avril 2010
  -  France : non distribué au cinéma, 6 juillet 2012 en DVD
  -  Suisse romande : non distribué au cinéma
  -  Belgique :
- Interdictions : PG-13 aux  États-Unis[5]

## Distribution
Source principale de la distribution :
- Tyler Perry (VF : Gilles Morvan) : Terry
- Janet Jackson (V.F: Juliette Degenne) : Patricia
- Jill Scott (VF: Véronique Alycia) : Sheila
- Sharon Leal (V.F: Annie Milon) : Diane
- Malik Yoba (VF : Thierry Desroses) : Gavin
- Richard T. Jones (VF : Jean-Paul Pitolin) : Mike
- Tasha Smith (en) (V.F: Deborah Perret) : Angela
- Lamman Rucker (VF : Frantz Confiac) : Shérif Troy
- Michael Jai White (VF : Daniel Lobé) : Marcus
- Louis Gossett Jr. (VF : Med Hondo) : Porter
- Cicely Tyson : Ola
- Nia Iman Muhammad : Kenya Bobb
- Tyson Gilmore : T.J.
- Valarie Pettiford (V.F: Véronique Augereau) : Harriet

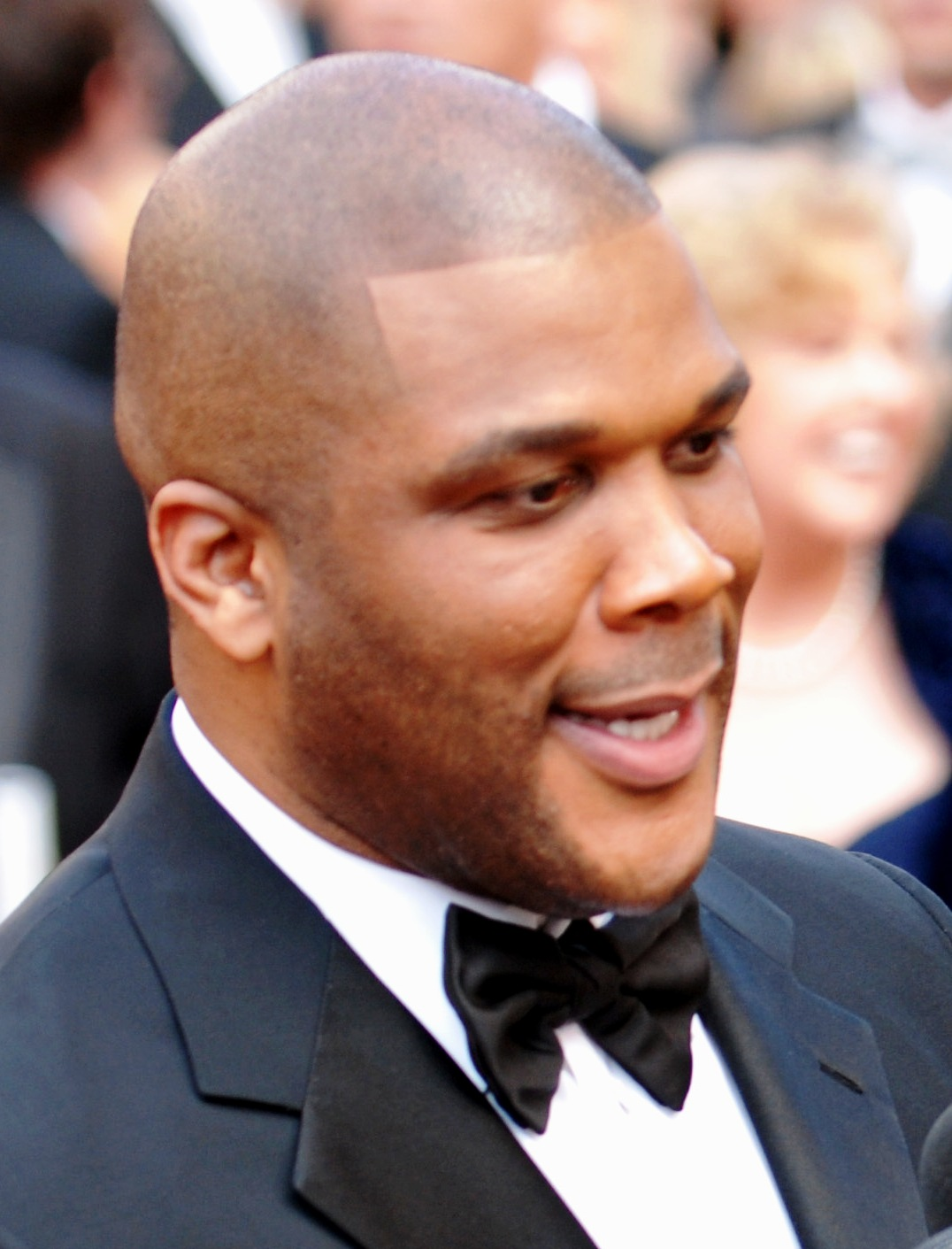
Tyler Perry joue Terry
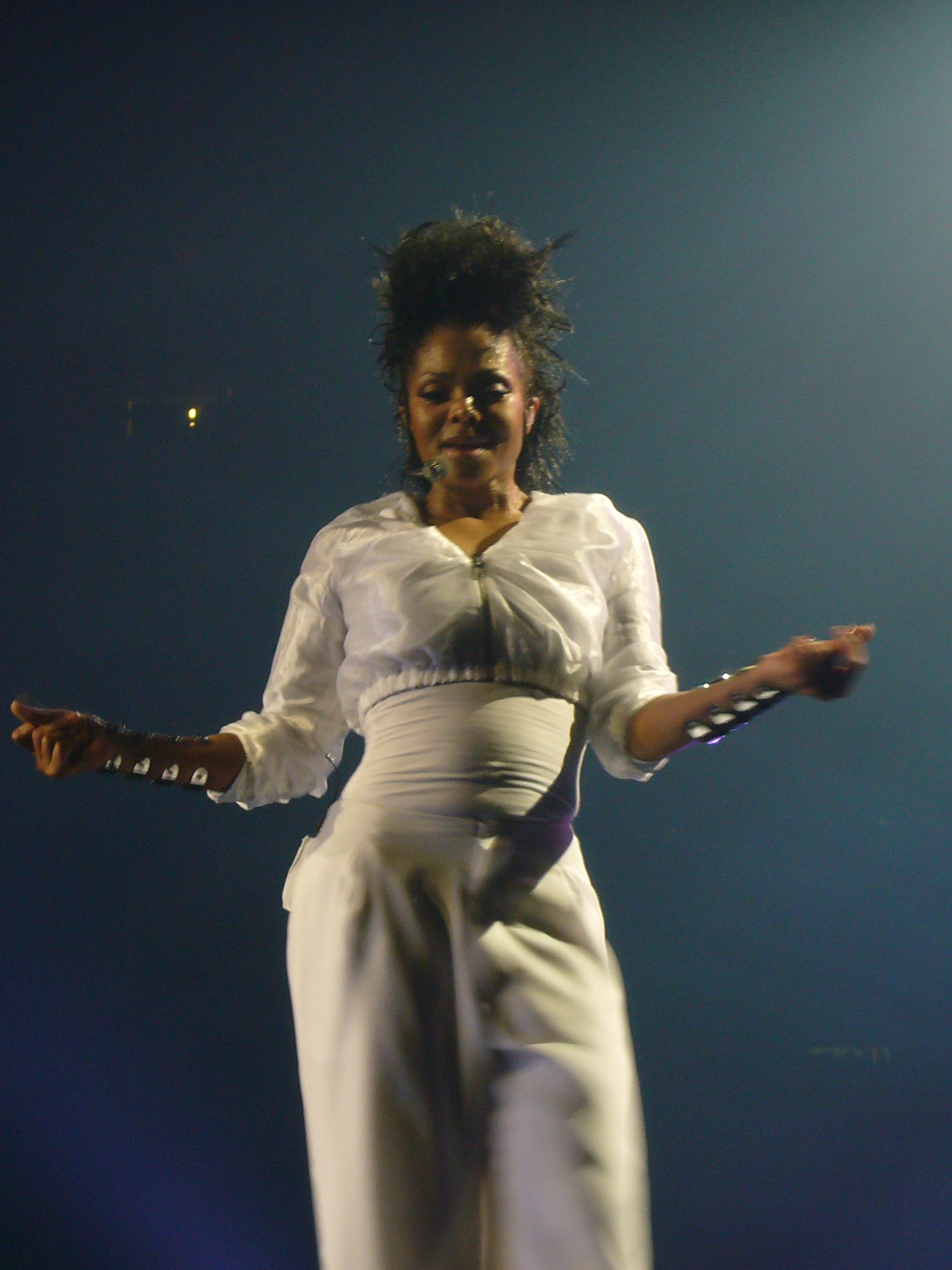
Janet Jackson joue Patricia
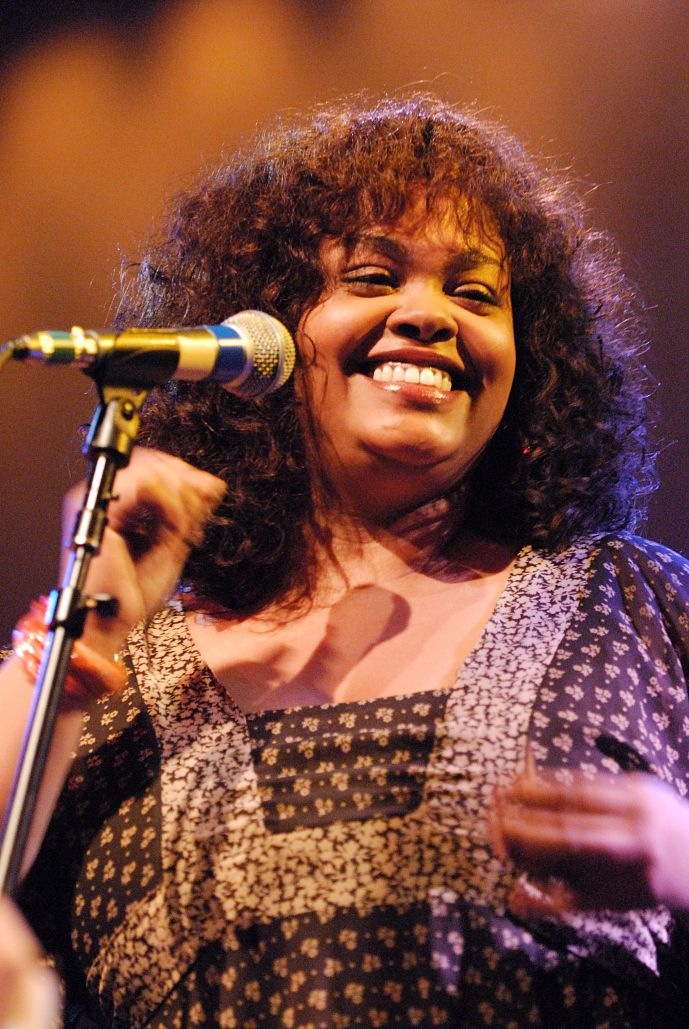
Jill Scott joue Sheila
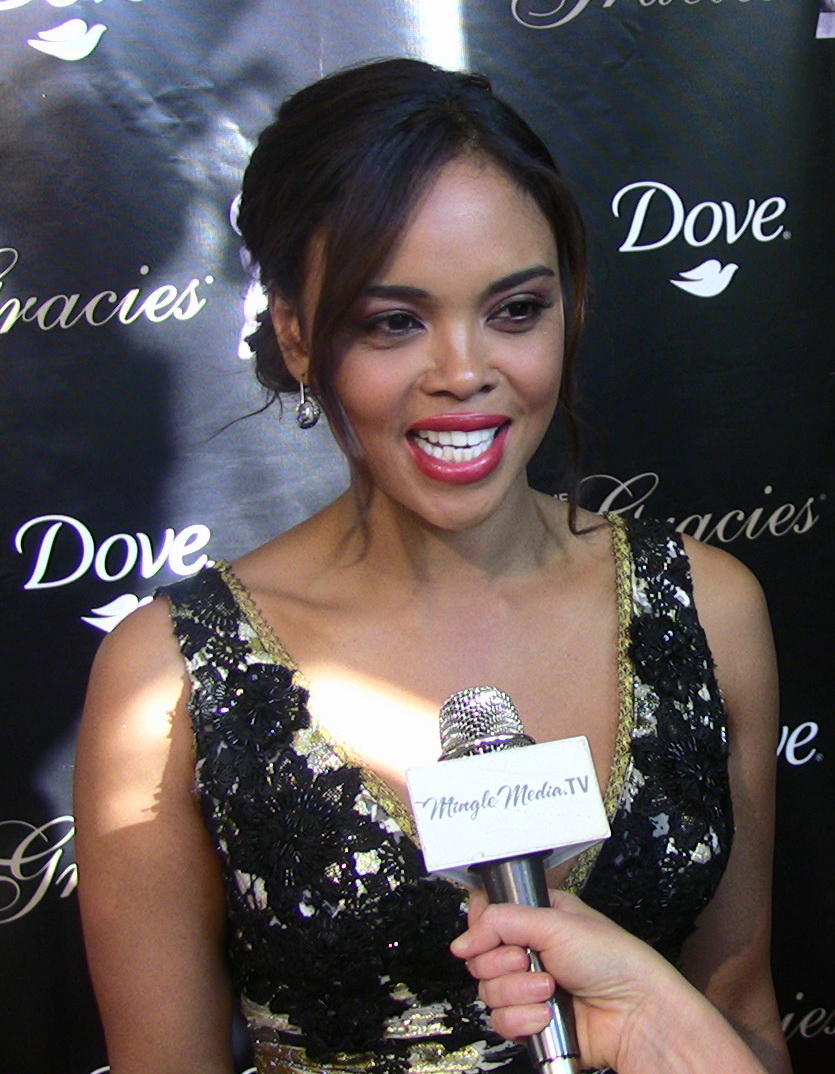
Sharon Leal joue Diane
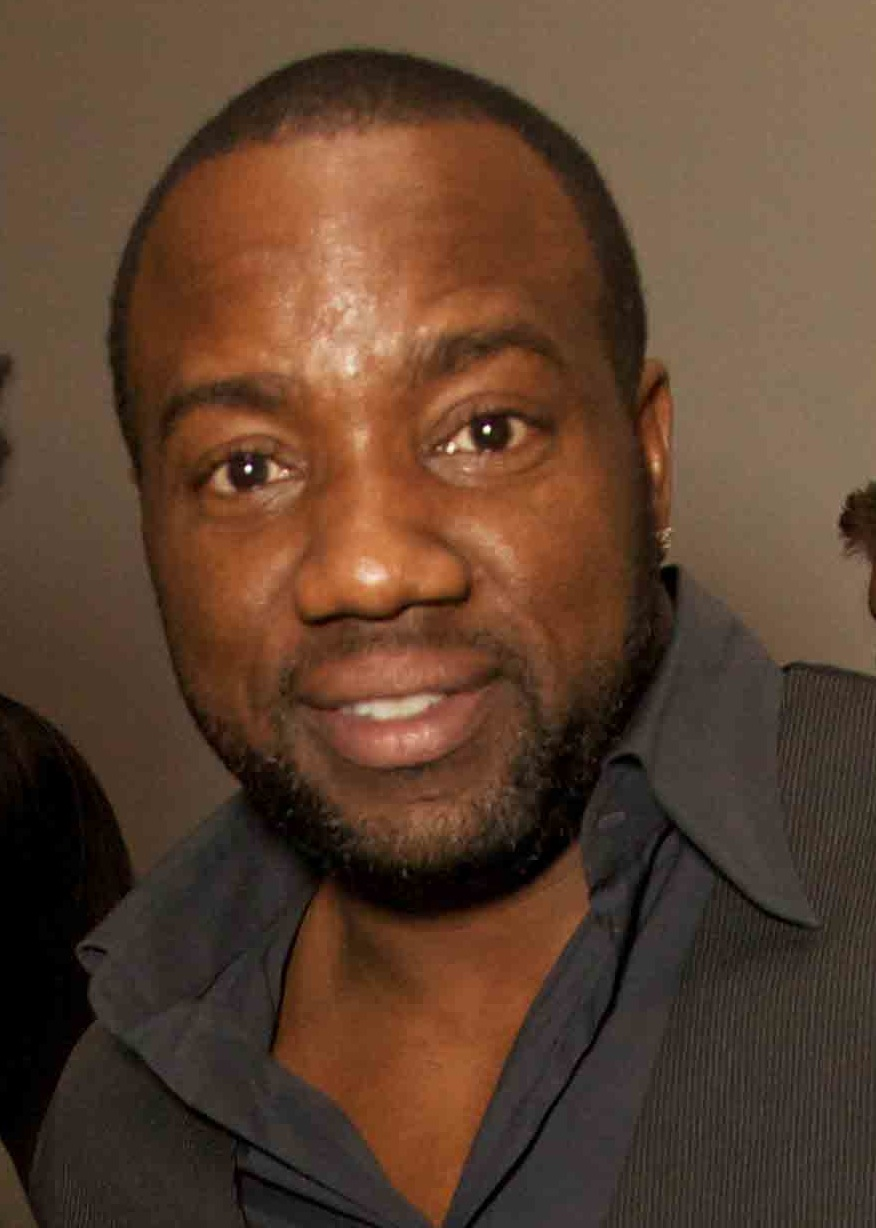
Malik Yoba joue Gavin
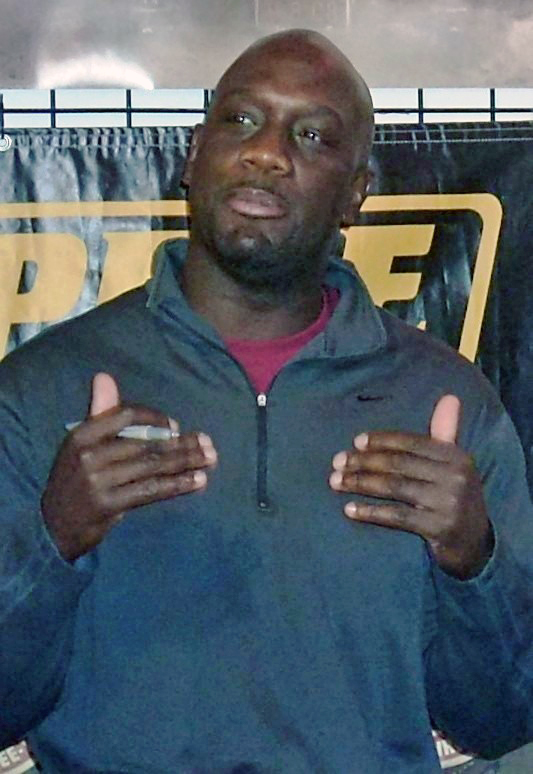
Richard T. Jones joue Mike
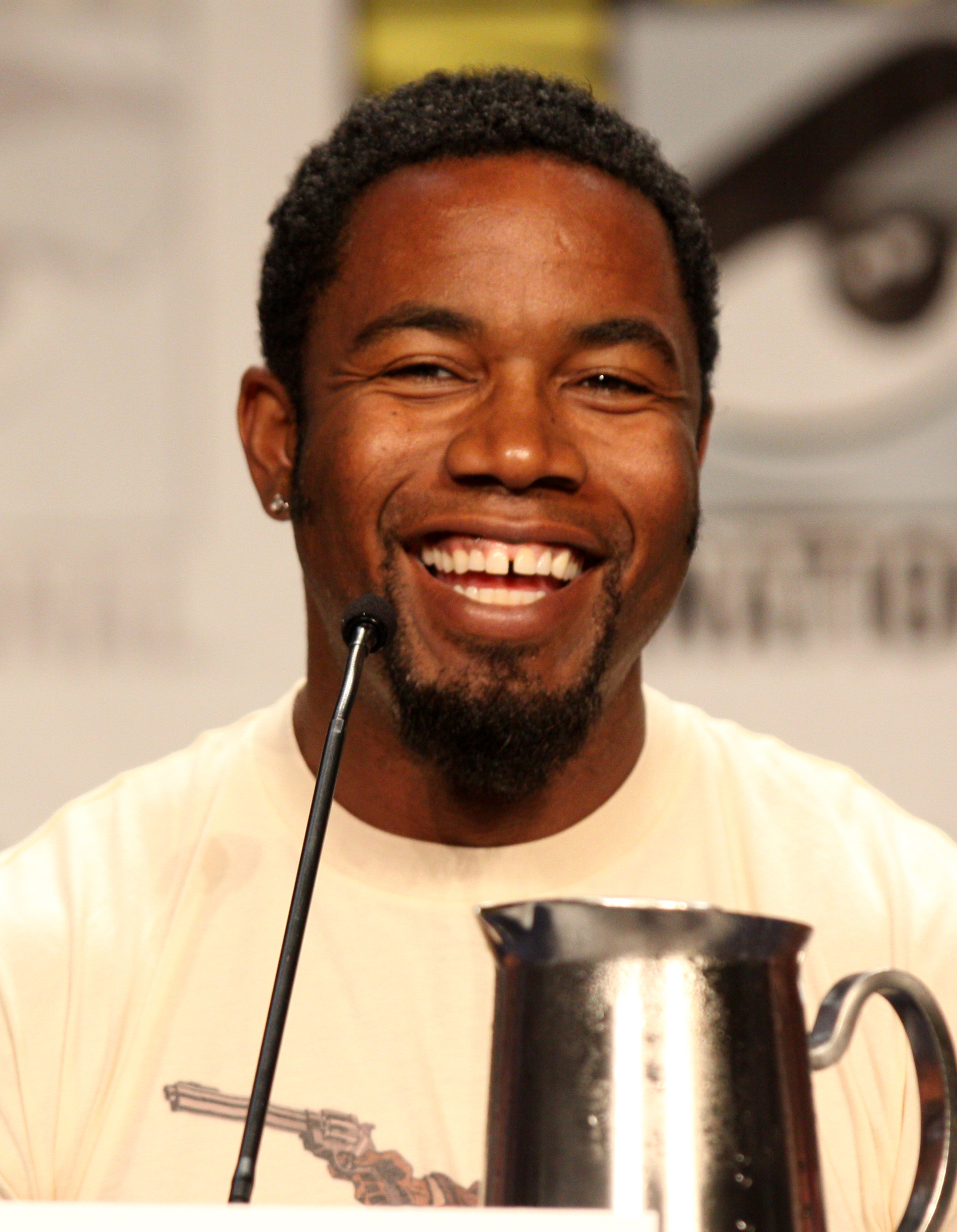
Michael Jai White joue Marcus
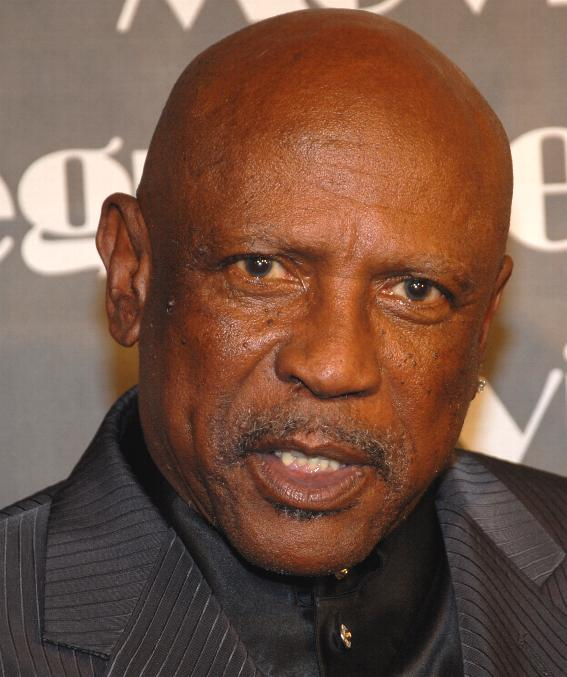
Louis Gossett Jr. joue Porter
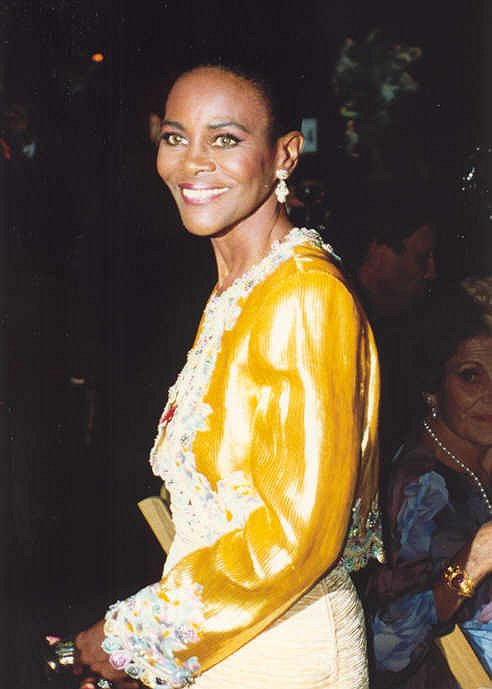
Cicely Tyson joue Ola
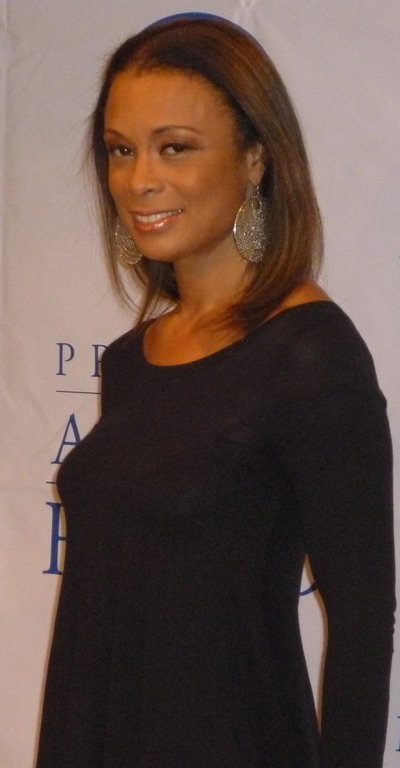
Valarie Pettiford joue Harriet

## Distinctions
Source principale des distinctions :

### Récompense
- 2011 : BET Award du meilleur film

### Nominations
- 2011 : NAACP Image Awards
  - du meilleur film
  - du meilleur scénariste pour Tyler Perry
  - de la meilleure actrice pour Janet Jackson
  - du meilleur second rôle féminin pour Jill Scott

## Box-office
| Pays ou région     | Box-office   | Date d'arrêt du box-office | Nombre de semaines |
| ------------------ | ------------ | -------------------------- | ------------------ |
| Mondial            | 60 673 972 $ | 5 décembre 2010            | 36                 |
| États-Unis, Canada | 60 095 852 $ | 10 juin 2010               | 10                 |